# Angarotipula altivolans
Angarotipula altivolans är en tvåvingeart som först beskrevs av Alexander 1935.  Angarotipula altivolans ingår i släktet Angarotipula och familjen storharkrankar. Inga underarter finns listade i Catalogue of Life.